# Pico de San Carlos
El Pico de San Carlos es una cumbre enclavada en el Macizo Central de los Picos de Europa o macizo de los Urrieles, en Cantabria. Se encuentra junto a la Torre de Altaiz.
La vía normal de ascenso, desde el Mirador del Cable, es por la parte sur del Jou de Lloroza hasta alcanzar la canal de San Luis, pasando al Hoyo Oscuro y ascendiendo hacia la Horcada verde (2264 m), desde donde se alcanza la cima, que queda hacia el sureste.